# Frère Adriano (peintre)
Frère Adriano, El hermano Adriano, est un peintre maniériste espagnol, frère convers du couvent des Carmes déchaussés de Cordoue, mort dans ce couvent en 1630, à un âge avancé.

## Biographie
On possède peu d'informations sur ce peintre. Il s'agit peut-être du peintre hollandais Adrián León qui a travaillé pour l'évêque Francisco Reinoso Baeza (1597 - 1601) et qui est entré comme novice dans le couvent Saint-Roch des Carmes déchaux de Cordoue, où il a adopté le nom d'Adrián de la Virgen, mais il a fait son testament en 1602.
Juan Agustín Ceán Bermúdez le dit disciple de Pablo de Céspedes. Francisco Pacheco, qui l'a rencontré, a reconnu sa grande habileté et l'a appelé fameux peintre.
Antonio Palomino de Castro signale qu'il a vécu dans le couvent de son ordre où il a réalisé plusieurs tableaux, plus particulièrement un Christ crucifié avec la Vierge, saint Jean et Marie Madeleine et d'autres figures à mi-corps pour l'antésacristie. Il le dit suiveur de la manière de Rafael Sadeler. Il y a aussi dans l'église, à côté de la porte qui mène à la sacristie, une Madeleine pénitente qui semble être de la main du Titien.